# 廣野慶子
梅姬·慶子·廣野（英語：Mazie Keiko Hirono；1947年11月3日—），日本名廣野慶子（日语：／ Hirono Keiko），美國民主黨政治人物，是代表夏威夷州的聯邦參議員，生於日本福島縣伊达桑折町。
1959年歸化美國，早年為律師，1985至1994年間擔任夏威夷州眾議院議員，1994至2002年間，就任夏威夷州副州長，為本·卡耶塔諾州長的副手，2007至2013年間，就任代表夏威夷州第二國會選區的聯邦眾議員，2013年起當選為夏威夷州的聯邦參議員。
廣野是第一位由夏威夷選出的女性聯邦參議員、第一位亞裔女性聯邦參議員、第一位出生於日本的聯邦參議員、以及第一位信仰佛教的聯邦參議員，廣野慶子信仰日本佛教淨土真宗，雖然她認為自己是一位「不積極於宗教活動」的佛教徒，不過仍常被同黨的漢克·強生聯邦眾議員稱為是「美國國會第一位佛教徒」。廣野是繼竹本松和帕特·佐伯後，第三位由夏威夷選出的女性國會議員。在丹尼爾·阿卡卡參議員宣布由參議院退休後，廣野獲選為民主黨的候選人，與共和黨候選人前州長琳达·林格尔，競爭阿卡卡參議員所留下的空缺。在2012年的選舉中，廣野以63%比37%得票的大幅差距擊敗對手。在2013年1月3日第113屆美國國會的就職典禮中，廣野由副總統喬·拜登監誓下就職，成為夏威夷州的第一位女性聯邦參議員。

## 荣誉

### 外国勋章奖章
- 旭日重光章（日本，2021年11月3日公布[4]）

## 延伸閱讀
- Background and collected news at The Washington Post
- 美國國會國家人物傳記大辭典中的傳記
- 由華盛頓郵報維護的投票記錄
- 智慧投票计划中的傳記、投票紀錄及利益集團評級
- Congressional profile at GovTrack
- Congressional profile at OpenCongress
- Issue positions and quotes at On the Issues
- Financial information at OpenSecrets.org
- Staff salaries, trips and personal finance at LegiStorm.com
- 聯邦選舉委員會中的競選財務報告和數據
- Campaign contributions at the National Institute for Money in State Politics
- Appearances on C-SPAN programs
- Works by or about 廣野慶子 in libraries (WorldCat catalog)
- Profile at Ballotpedia

## 外部連結
- 廣野慶子 （页面存档备份，存于）參議院官方網站
- 廣野慶子參議員競選網站 （页面存档备份，存于）
- 中的“廣野慶子”

| 官衔                   | 官衔                                                      | 官衔                   |
| ---------------------- | --------------------------------------------------------- | ---------------------- |
| 前任者： 本·卡耶塔諾   | 夏威夷州副州長 1994年－2002年                             | 繼任者： 杜克·艾奧拿   |
| 政党职务               |                                                           |                        |
| 前任者： 本·卡耶塔諾   | 夏威夷州州長民主黨被提名人 2002年                         | 繼任者： 蘭迪·岩瀨     |
| 前任者： 丹尼尔·阿卡卡 | 美國參議員夏威夷州民主黨被提名人 （第1類） 2012年、2018年 | 最新的                 |
| 美国众议院             |                                                           |                        |
| 前任者： 埃德·凱斯     | 夏威夷州第二國會選區 眾議院議員 2007年－2013年            | 繼任者： 圖爾西·加伯德 |
| 美国参议院             |                                                           |                        |
| 前任者： 丹尼尔·阿卡卡 | 夏威夷州第1類參議員 2013年－ 與布萊恩·夏茲同時在任        | 現任                   |
| 美國排位名單           |                                                           |                        |
| 前任者： 克里斯·墨菲   | 美國參議員資歷 第47位                                     | 繼任者： 馬丁·海因里希 |